# Pegasus (volleybal)
Pegasus is een volleybalvereniging uit Nijmegen. Het eerste damesteam en het eerste herenteam van de vereniging spelen in het seizoen 2011-2012 in de 2e divisie.